# Fernando de Médici, Grão-príncipe da Toscana
Fernando de Médici, em italiano Ferdinando de' Medici (9 de agosto de 1663 - 31 de outubro de 1713), por vezes também chamado de Fernando III de Médici embora nunca tenha ascendido ao trono toscano. Era o filho mais velho de Cosme III de Médici, Grão-duque da Toscana, e da Grã-duquesa consorte Margarida Luísa de Orleães. Como herdeiro do Grão-ducado, Fernando usava o título de Grão-Príncipe, desde que o pai ascendera ao trono, em 1670. Actualmente ele é recordado como mecenas na área musical. Ele próprio era um excelente músico (sendo apelidado de o Orfeu dos príncipes), atraindo reconhecidos músicos a Florença que, na época, se tornou um importante centro musical. Ao proteger Bartolomeo Cristofori, Fernando possibilitou a invenção do piano em 1700.

## Vida
Fernando era filho de Cosme III de Médici e de sua esposa, Margarida Luísa de Orleães, neta de Maria de Médici.  Quandos os pais de Fernando se separaram em 1675, a mãe, que desprezava o marido, regressou a Paris onde, supostamente, deveria ficar confinada ao mosteiro de Montmartre. Fernando tornou-se num jovem rebelde, discordando profundamente do pai nos mais variados assuntos, sendo entregue aos cuidados de sua avó, Vitória Della Rovere.
Fernando tinha grande afinidade com a vivacidade da mãe, sendo um jovem bem parecido, excelente cavaleiro e talentoso músico. Cantava melodiosamente e tocava cravo. Era mestre em contraponto, que estudara com o Genovês Gianmaria Paliardi, bem como em vários instrumentos de arco, que aprendera com Piero Salvetti, sendo conhecido pela sua facilidade em tocar uma peça música à vista repetindo-a depois correctamente sem olhar para a pauta.
Para além da música, outro prazer de Fernando eram as ligações íntimas que mantinha, incluindo com homens, como o famoso músico Petrillo, pela sua beleza, e o castrato veneziano Cecchino. O tio de Fernando, Francisco Maria de Médici, que era apenas três anos mais velho, teve uma forte influência na sua vida.
Em 1689 Fernando casou com Violante Beatriz de Baviera, filha de Fernando Maria, eleitor da Baviera, e de Henriqueta Adelaide de Saboia. Apesar do gosto comum pela música e do seu amor por Fernando, este foi um casamento infeliz e estéril.
Em 1696 Fernando procurou distração em Veneza, apaixonando-se pela cantora Vittoria Tarquini, conhecida por La Bombagia. Presume-se que durante o Carnaval de Veneza, Fernando tenha contraído sifilis e, por volta de 1710, a sua saúde começou a deteriorar-se.
Fernando morreu sem descendência, em 1713, ainda em vida de seu pai. Anos mais tarde, o pai haveria de ser sucedido pelo irmão mais novo de Fernando que se tornou o Grão-duque João Gastão que, tal como Fernando, morreu sem descendência. A infertilidade da família originou uma crise internacional, pelo que a morte de João Gastão, em 1737, fez com que as Grandes Potencias atribuíssem o Grão-Ducado a Francisco, marido de Maria Teresa de Habsburgo, acabando com a independência do estado toscano.

## Legado
Para a posteridade, Fernando ficou conhecido como patrono das artes. Era um apreciador de pintura, tendo adquirido diversas obras primas e patrocionado alguns mestres; organizou as primeiras exposições públicas de belas artes que tiveram lugar em Florença (1705). Protegeu também poetas e o Giornale de' Letterati (1710), de Scipione Maffei, inclui uma dedicatória a Fernando, prova da sua reputação de mecenas.

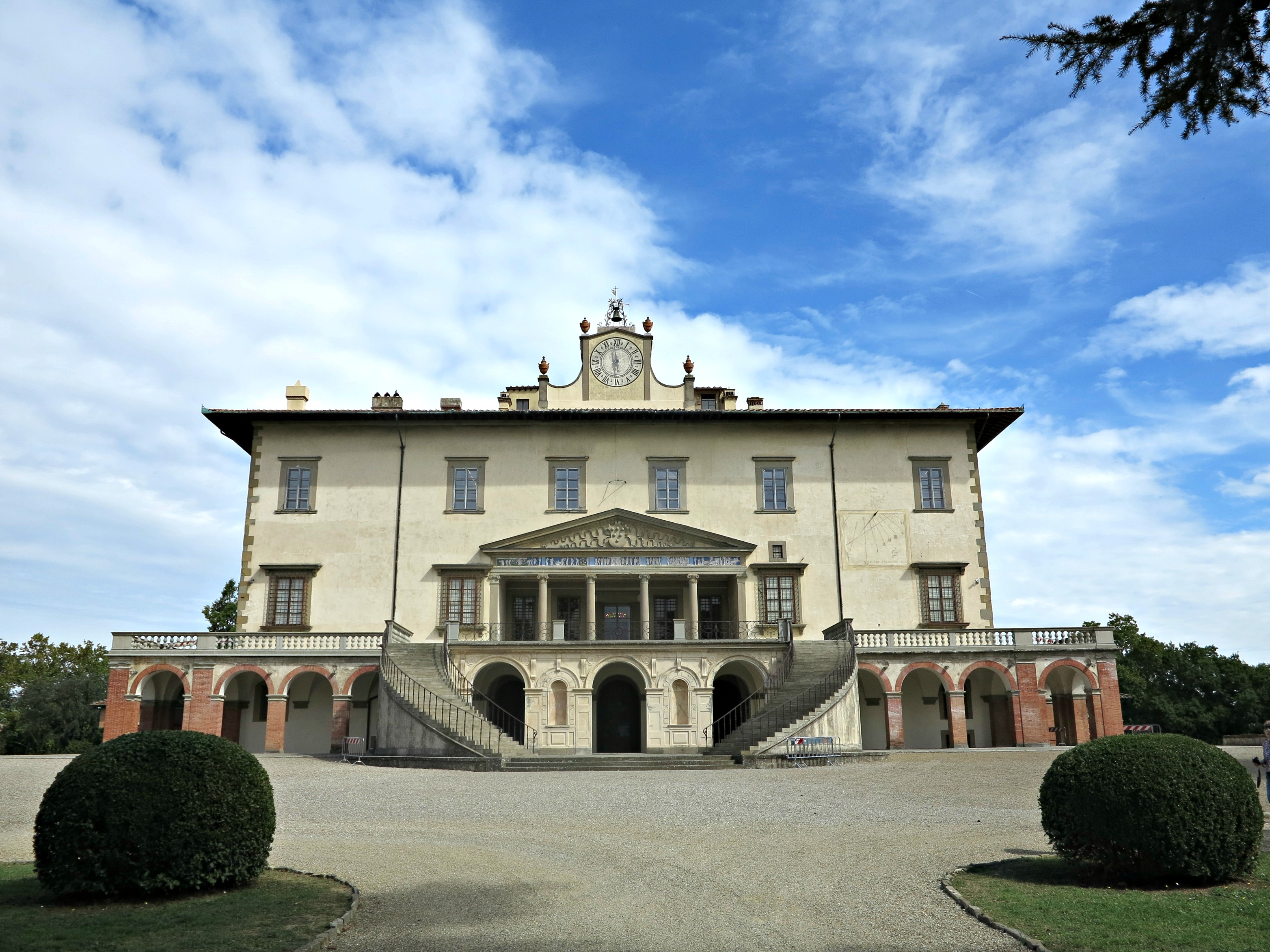
A Villa dos Médici, em Poggio a Caiano.

Mas foi como patrono da música que Fernando mais se distinguiu. A sua Villa em Pratolino, a 12 km de Florença (actualmente designada por Villa Demidoff, nome do último proprietário Anatole Demidov) era o centro de muitas actividades musicais, inicialmente centradas no grand salon, mas logo transferidas para um teatro entretanto construído no terceiro piso. Até 1686, os espetáculos eram supervisionadas pelo tio de Fernando, Francisco Maria de Médici e, quando este foi nomeado cardeal, passaram para a responsabilidade directa do próprio príncipe Fernando.
De entre os músicos que convidou para Florença destacam-se Alessandro e Domenico Scarlatti, Giacomo Antonio Perti, Giovanni Legrenzi, Giovanni Pagliardi, Carlo Pollaroli, Giuseppe Maria Orlandini, Benedetto Marcello e Bernardo Pasquini.
É provavel que Georg Friedrich Händel e Alessandro Scarlatti tenham tocado quer no Palácio Pitti, quer nas villas de Poggio a Caiano e de Pratolino. Antonio Salvi, o médico dos Médici, escreveu vários libretos que vieram a ser utilizados por Handel nas suas óperas. A estreia da ópera Rodrigo, de Handel, teve lugar em Florença em 1708.

### Fernando e a invenção do piano
O legado mais importante do Príncipe Fernando resultou da sua decisão de, em 1688, contratar Bartolomeo Cristofori, um construtor de cravos de Pádua, como responsável pela sua apreciável colecção de instrumentos, composta por mais de 75 peças. O apoio a Cristofori incluía dinheiro e tempo necessários para que Cristofori continuasse a actividade de inventor, originando uma série de novos instrumentos. Os dois primeiros, a espineta oval (1690) e a Espineta, foram orovavelmente projectados para que Fernando tocasse nas suas produções musicais em Pratolino. O terceiro instrumento, foi o piano, que se  de início se expandiu vagarosamente, acabou por se tornar no mais importante dos instrumentos musicais. Estima-se que a invenção do piano tenha ocorrido por volta de 1700; Cristofori construiu mais alguns pianos para Fernando durante a vida do príncipe.

## Ascendentes
|  |                                                     |  |  |  |  |  |  |  |  |  |  |  |  |  |  |  |
|  | 16. Fernando I de Médici Grão-duque da Toscana      |  |  |  |  |  |  |  |  |  |  |  |  |  |  |  |
|  |                                                     |  |  |  |  |  |  |  |  |  |  |  |  |  |  |  |
|  |                                                     |  |  |  |  |  |  |  |  |  |  |  |  |  |  |  |
|  | 8. Cosme II de Médici Grão-duque da Toscana         |  |  |  |  |  |  |  |  |  |  |  |  |  |  |  |
|  |                                                     |  |  |  |  |  |  |  |  |  |  |  |  |  |  |  |
|  |                                                     |  |  |  |  |  |  |  |  |  |  |  |  |  |  |  |
|  | 17. Cristina de Lorena                              |  |  |  |  |  |  |  |  |  |  |  |  |  |  |  |
|  |                                                     |  |  |  |  |  |  |  |  |  |  |  |  |  |  |  |
|  |                                                     |  |  |  |  |  |  |  |  |  |  |  |  |  |  |  |
|  | 4. Fernando II de Médici Grão-duque da Toscana      |  |  |  |  |  |  |  |  |  |  |  |  |  |  |  |
|  |                                                     |  |  |  |  |  |  |  |  |  |  |  |  |  |  |  |
|  |                                                     |  |  |  |  |  |  |  |  |  |  |  |  |  |  |  |
|  | 18. Carlos II de Áustria                            |  |  |  |  |  |  |  |  |  |  |  |  |  |  |  |
|  |                                                     |  |  |  |  |  |  |  |  |  |  |  |  |  |  |  |
|  |                                                     |  |  |  |  |  |  |  |  |  |  |  |  |  |  |  |
|  | 9. Maria Madalena de Áustria                        |  |  |  |  |  |  |  |  |  |  |  |  |  |  |  |
|  |                                                     |  |  |  |  |  |  |  |  |  |  |  |  |  |  |  |
|  |                                                     |  |  |  |  |  |  |  |  |  |  |  |  |  |  |  |
|  | 19. Maria Ana da Baviera                            |  |  |  |  |  |  |  |  |  |  |  |  |  |  |  |
|  |                                                     |  |  |  |  |  |  |  |  |  |  |  |  |  |  |  |
|  |                                                     |  |  |  |  |  |  |  |  |  |  |  |  |  |  |  |
|  | 2. Cosme III de Médici Grão-duque da Toscana        |  |  |  |  |  |  |  |  |  |  |  |  |  |  |  |
|  |                                                     |  |  |  |  |  |  |  |  |  |  |  |  |  |  |  |
|  |                                                     |  |  |  |  |  |  |  |  |  |  |  |  |  |  |  |
|  | 20. Francisco Maria II Della Rovere Duque de Urbino |  |  |  |  |  |  |  |  |  |  |  |  |  |  |  |
|  |                                                     |  |  |  |  |  |  |  |  |  |  |  |  |  |  |  |
|  |                                                     |  |  |  |  |  |  |  |  |  |  |  |  |  |  |  |
|  | 10. Frederico Ubaldo Della Rovere Duque de Urbino   |  |  |  |  |  |  |  |  |  |  |  |  |  |  |  |
|  |                                                     |  |  |  |  |  |  |  |  |  |  |  |  |  |  |  |
|  |                                                     |  |  |  |  |  |  |  |  |  |  |  |  |  |  |  |
|  | 21. Lívia Della Rovere                              |  |  |  |  |  |  |  |  |  |  |  |  |  |  |  |
|  |                                                     |  |  |  |  |  |  |  |  |  |  |  |  |  |  |  |
|  |                                                     |  |  |  |  |  |  |  |  |  |  |  |  |  |  |  |
|  | 5. Vitória Della Rovere                             |  |  |  |  |  |  |  |  |  |  |  |  |  |  |  |
|  |                                                     |  |  |  |  |  |  |  |  |  |  |  |  |  |  |  |
|  |                                                     |  |  |  |  |  |  |  |  |  |  |  |  |  |  |  |
|  | 22. Fernando I de Médici Grão-duque da Toscana      |  |  |  |  |  |  |  |  |  |  |  |  |  |  |  |
|  |                                                     |  |  |  |  |  |  |  |  |  |  |  |  |  |  |  |
|  |                                                     |  |  |  |  |  |  |  |  |  |  |  |  |  |  |  |
|  | 11. Cláudia de Médici                               |  |  |  |  |  |  |  |  |  |  |  |  |  |  |  |
|  |                                                     |  |  |  |  |  |  |  |  |  |  |  |  |  |  |  |
|  |                                                     |  |  |  |  |  |  |  |  |  |  |  |  |  |  |  |
|  | 23. Cristina de Lorena                              |  |  |  |  |  |  |  |  |  |  |  |  |  |  |  |
|  |                                                     |  |  |  |  |  |  |  |  |  |  |  |  |  |  |  |
|  |                                                     |  |  |  |  |  |  |  |  |  |  |  |  |  |  |  |
|  | 1. Fernando de Médici Grão-Príncipe da Toscana      |  |  |  |  |  |  |  |  |  |  |  |  |  |  |  |
|  |                                                     |  |  |  |  |  |  |  |  |  |  |  |  |  |  |  |
|  |                                                     |  |  |  |  |  |  |  |  |  |  |  |  |  |  |  |
|  | 24. António de Bourbon, Duque de Vendôme            |  |  |  |  |  |  |  |  |  |  |  |  |  |  |  |
|  |                                                     |  |  |  |  |  |  |  |  |  |  |  |  |  |  |  |
|  |                                                     |  |  |  |  |  |  |  |  |  |  |  |  |  |  |  |
|  | 12. Henrique IV de França                           |  |  |  |  |  |  |  |  |  |  |  |  |  |  |  |
|  |                                                     |  |  |  |  |  |  |  |  |  |  |  |  |  |  |  |
|  |                                                     |  |  |  |  |  |  |  |  |  |  |  |  |  |  |  |
|  | 25. Joana III de Navarra                            |  |  |  |  |  |  |  |  |  |  |  |  |  |  |  |
|  |                                                     |  |  |  |  |  |  |  |  |  |  |  |  |  |  |  |
|  |                                                     |  |  |  |  |  |  |  |  |  |  |  |  |  |  |  |
|  | 6. Gastão, Duque de Orleães                         |  |  |  |  |  |  |  |  |  |  |  |  |  |  |  |
|  |                                                     |  |  |  |  |  |  |  |  |  |  |  |  |  |  |  |
|  |                                                     |  |  |  |  |  |  |  |  |  |  |  |  |  |  |  |
|  | 26. Francisco I de Médici Grão-duque da Toscana     |  |  |  |  |  |  |  |  |  |  |  |  |  |  |  |
|  |                                                     |  |  |  |  |  |  |  |  |  |  |  |  |  |  |  |
|  |                                                     |  |  |  |  |  |  |  |  |  |  |  |  |  |  |  |
|  | 13. Maria de Médici                                 |  |  |  |  |  |  |  |  |  |  |  |  |  |  |  |
|  |                                                     |  |  |  |  |  |  |  |  |  |  |  |  |  |  |  |
|  |                                                     |  |  |  |  |  |  |  |  |  |  |  |  |  |  |  |
|  | 27. Joana de Áustria                                |  |  |  |  |  |  |  |  |  |  |  |  |  |  |  |
|  |                                                     |  |  |  |  |  |  |  |  |  |  |  |  |  |  |  |
|  |                                                     |  |  |  |  |  |  |  |  |  |  |  |  |  |  |  |
|  | 3. Margarida Luísa de Orleães                       |  |  |  |  |  |  |  |  |  |  |  |  |  |  |  |
|  |                                                     |  |  |  |  |  |  |  |  |  |  |  |  |  |  |  |
|  |                                                     |  |  |  |  |  |  |  |  |  |  |  |  |  |  |  |
|  | 28. Carlos III da Lorena                            |  |  |  |  |  |  |  |  |  |  |  |  |  |  |  |
|  |                                                     |  |  |  |  |  |  |  |  |  |  |  |  |  |  |  |
|  |                                                     |  |  |  |  |  |  |  |  |  |  |  |  |  |  |  |
|  | 14. Francisco II da Lorena                          |  |  |  |  |  |  |  |  |  |  |  |  |  |  |  |
|  |                                                     |  |  |  |  |  |  |  |  |  |  |  |  |  |  |  |
|  |                                                     |  |  |  |  |  |  |  |  |  |  |  |  |  |  |  |
|  | 29. Cláudia de Valois                               |  |  |  |  |  |  |  |  |  |  |  |  |  |  |  |
|  |                                                     |  |  |  |  |  |  |  |  |  |  |  |  |  |  |  |
|  |                                                     |  |  |  |  |  |  |  |  |  |  |  |  |  |  |  |
|  | 7. Margarida de Lorena                              |  |  |  |  |  |  |  |  |  |  |  |  |  |  |  |
|  |                                                     |  |  |  |  |  |  |  |  |  |  |  |  |  |  |  |
|  |                                                     |  |  |  |  |  |  |  |  |  |  |  |  |  |  |  |
|  | 30. Paulo de Salm, Conde de Salm                    |  |  |  |  |  |  |  |  |  |  |  |  |  |  |  |
|  |                                                     |  |  |  |  |  |  |  |  |  |  |  |  |  |  |  |
|  |                                                     |  |  |  |  |  |  |  |  |  |  |  |  |  |  |  |
|  | 15. Cristina de Salm                                |  |  |  |  |  |  |  |  |  |  |  |  |  |  |  |
|  |                                                     |  |  |  |  |  |  |  |  |  |  |  |  |  |  |  |
|  |                                                     |  |  |  |  |  |  |  |  |  |  |  |  |  |  |  |
|  | 31. Maria Le Veneur                                 |  |  |  |  |  |  |  |  |  |  |  |  |  |  |  |
|  |                                                     |  |  |  |  |  |  |  |  |  |  |  |  |  |  |  |
|  |                                                     |  |  |  |  |  |  |  |  |  |  |  |  |  |  |  |

## Títulos, tratamentos e armas

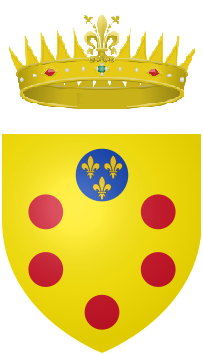
Brasão do Grão-Príncipe da Toscana.

- 9 de agosto de 1663 - 23 de maio de 1670 Sua Alteza o Príncipe Fernando de Médici
- 23 de Maio de 1670 - 5 de fevereiro de 1691 Sua Alteza o Grão-Príncipe da Toscana
- 5 de fevereiro de 1691 - 31 de outubro de 1713 Sua Alteza Real o Grão-Príncipe da Toscana